# Harald II. (Norwegen)
Harald II. Gråfell († um 970 am Limfjord) war von etwa 960 bis 970 König von Norwegen.

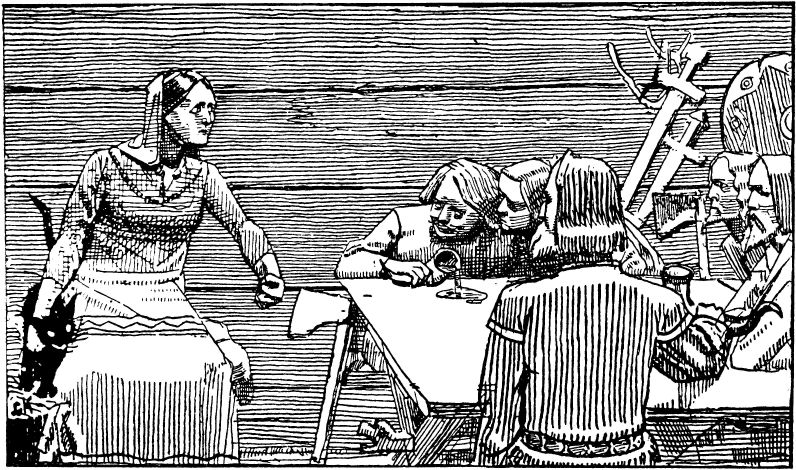
Gunnhild mit ihren Söhnen (Zeichnung von Christian Krohg aus den 1890er Jahren)

Er war der älteste Sohn von Erik Blodøks und, nach der Historia Norwegiæ, von Gunnhild Gormsdóttir, nach anderen Quellen von einer Gunnhild aus einem Geschlecht in Trøndelag. Als sein Vater von Håkon dem Guten oder von der Bevölkerung nach England vertrieben und dort im Kampf gefallen war, kam er mit seiner Mutter und seinen Brüdern zu Harald Blauzahn, König von Dänemark, wo er aufwuchs. Sie erhielten alle den Königstitel, und Gamle wurde Oberkönig. Das war ein Heerkönigtum, da sie sich hauptsächlich kriegerisch auf Wikingerfahrten begaben. Harald Blauzahn strebte schon seit langem nach der Oberherrschaft über Norwegen. Dreimal zog er mit den Erikssöhnen und einer großen Flotte gegen Håkon. Dreimal wurde er geschlagen. In diesen Kämpfen fielen Gamle und Guttorm. Doch beim dritten Mal wurde Håkon in der Schlacht bei Fitjar tödlich verwundet. Håkon hatte keine Erben, so dass die Söhne Eriks nichts mehr von der Königsmacht trennte. Nachdem sich Harald Blauzahn in Tønsberg hatte huldigen lassen, setzte er 961 die Söhne Eriks als (abgabenpflichtige) Unterkönige in Norwegen ein, wobei Harald Gråfell den wichtigsten Teil im Südwesten erhielt und nach Gamle Oberkönig wurde. Diesen Erfolg verewigte Harald Blauzahn neben der Huldigung seiner Eltern auf dem Jellingstein.
962 überfielen Harald Gråfell und sein Bruder Erling den Ladejarl Sigurd Håkonsson, einen Sohn Håkons, in Aglo in Stjørdal (Trøndelag) und verbrannten ihn in seinem Haus. Dieser Vorfall führte zu einer langdauernden Feindschaft zwischen den Ladejarlen und dem Geschlecht Harald Hårfagres. Damit geriet auch Trøndelag mit den Abgaben der Samen unter die Herrschaft Harald Gråfells. Er war somit der erste König, der den gesamten Schiffsverkehr an der Westküste Norwegens kontrollierte. Das war auch für Harald Blauzahn von großer Bedeutung, denn der Handel mit Fellen, Walrosshaut für hochwertige Taue und Walrosszahn war für ihn eine wichtige Einnahmequelle. Der Beiname Haralds hängt mit dem von ihm beherrschten Pelzhandel zusammen. 965 machte er eine Handelsexpedition in den hohen Norden und soll dabei bis ins Weiße Meer und an die Mündung der Dwina vorgedrungen sein. Jedenfalls nahm der Pelzhandel aus den samischen Gebieten entlang der Westküste sprunghaft zu. Mit Zunahme seines Reichtums ließ auch die Abhängigkeit von Harald Blauzahn nach und damit auch das Interesse an weiteren Tributleistungen an diesen.
Die schriftlichen Quellen berichten über das weitere sehr undurchsichtig. Es hat wohl viele Intrigen und Verleumdungen gegeben. 970 erhielt Harald II. ein Ersuchen seines Onkels Harald Blauzahn, ihm bei einem Feldzug gegen die Franken zu helfen. Ein solcher Feldzug lag im Interesse beider Könige und so stellte Harald Gråfell ein großes Heer auf und zog nach Dänemark. In Hals am Limfjord geriet er in einen Hinterhalt des Onkels und wurde ermordet. Somit gewann Harald Blauzahn wieder die Kontrolle über ganz Norwegen. Er setzte den Ladejarl Håkon Sigurdsson, einen Sohn des von Harald Gråfell ermordeten Sigurd, als seinen Stellvertreter in Norwegen ein.
Über Haralds Beinamen Gråfell ist viel spekuliert worden. Er wurde bereits in einer anonymen, wahrscheinlich zeitgenössischen, Skaldenstrofe verwendet. Snorri Sturluson erklärte ihn mit einer Anekdote, nach der er von zwei Isländern in Hardanger einen Fellmantel gekauft habe. Normalerweise bezeichnet „Gråfell“ einen Mantel aus Schafsfell. In neuerer Zeit wurde auch vermutet, dass der Name auf seinen Handel mit Rauchwaren in Nordnorwegen zurückzuführen sei. „Gråverk“ ist die Bezeichnung für Eichhörnchenfell. Das stützt sich auf eine Strophe bei dem Skalden Geir Glumrason in der Gráfeldardrápa, wonach Harald gegen die Bjarmer am Vina-bredden (Dvina-Ufer) gekämpft habe. Die Vermutung geht dahin, dass er ins Weiße Meer nach Archangelsk gekommen sei. Aber das ist kaum haltbar, denn es heißt, dass sie nach Osten gefahren seien und nicht nach Norden. „Vina“ bedeutet in der Skaldensprache oft auch nur einfach „Fluss“. Die Bjarmer, ein karelisches Volk, waren auch am Ladogasee zu finden.
Harald Gråfell ist der letzte König, von dem es als sicher gilt, dass er von Harald Hårfagre abstammte.